# César Cavaliere de Pollini
César Cavaliere de Pollini   (Pàdua, 13 de juliol de 1858 - Pàdua, 26 de gener de 1912) fou musicòleg, compositor i pianista italià.
Després d'emprendre els estudis jurídics, els abandonà per a estudiar amb A. Bazzini a Milà.
Fou director del Conservatori Municipal de Pàdua que avui dia porta el seu nom. En els concerts que va dirigir va tractar de fer ressorgir les obres antigues italianes de música de cambra. És autor de nombrosos treballs, publicats principalment en el Teatro illustrato de Milà i en la Rivista musicale italiana, sobre reformes teòriques de la música degudes a Hugo Riemann, el mètode del qual va introduir en aquell Conservatori.